# Bilîciîn, Bar
Bilîciîn (în ucraineană Біличин) este un sat în comuna Ialtușkiv din raionul Bar, regiunea Vinnița, Ucraina.

## Demografie
Componența lingvistică a localității Bilîciîn
     Ucraineană (97,78%)
     Rusă (1,73%)
     Alte limbi (0,25%)
Conform recensământului din 2001, majoritatea populației localității Bilîciîn era vorbitoare de ucraineană (97,78%), existând în minoritate și vorbitori de rusă (1,73%).